# Bréau-et-Salagosse
Pour les articles homonymes, voir Bréau (homonymie).
Bréau-et-Salagosse est une ancienne commune française située dans le département du Gard en région Occitanie, devenue en 2019 une section de la commune de Bréau-Mars. 

## Géographie

### Localisation
Le village est situé à 3 km du Vigan.
| Dourbies       |                    |              |
| Aumessas, Mars | Bréau-et-Salagosse | Arphy, Aulas |
| Bez-et-Esparon | Molières-Cavaillac | Avèze        |

### Hydrographie et relief
La commune est principalement arrosée par le Souls, affluent du Coudoulous.

## Toponymie
- Breau en 1793 et 1801.
- Absorbe en 1818, Salagosse[1].

## Histoire

### Époque moderne
Liste des consuls de Bréau :
- Jean Quatrefages 1586
- Pierre Quatrefages 1597 et 1605
- Étienne Mahïtre 1620 et 1629
- Loys Pougnet 1621
- Étienne Mahïstre 1640
- Antoine Fabre 1646 - 47 - 48
- Pierre Maystre 1661  et Pierre Boudes pour la Bréaunèze
- Étienne Martin 1689
- Étienne Maïstre 1692
- Pierre Bresson
- Jean Nissole
- Jean Drulhes
- Pierre d'Unal
- Pierre Amouroux
- Pierre d'Unal
- André Finiels
- Jacques finiels son fils
- André Randon 1725 - 26 - 27
- Jacques Ménard 1734 - 36 - 37 - 38
- Vitalis Ménard 1759.

Création du syndicat de la Bréaunèze le 23 mars 1661 par Pierre de Quatrefages, docteur en droit et sa femme Madeleine de Cairol, sœur de Jacques de Cairol, juge au Vigan. Ce syndicat a permis des actions en justice contre les Montfaucon, baron d'Hierle de baron de Vissec et particulièrement contre Pierre de Montfaucon. Un article d'Arthur de Cazenove relate ces faits.

### Époque contemporaine
Le 1er janvier 2019, elle fusionne avec Mars pour constituer la commune nouvelle de Bréau-Mars.

## Politique et administration

### Liste des maires
| Période      | Période  | Identité     | Étiquette | Qualité  |
| ------------ | -------- | ------------ | --------- | -------- |
| janvier 2019 | En cours | Alain Durand | DVG       | Retraité |

| Période | Période | Identité        | Étiquette | Qualité  |
| ------- | ------- | --------------- | --------- | -------- |
| 1945    | 1976    | Fernand Laurent |           |          |
| 1977    | 2008    | René Masseport  | DVG       |          |
| 2008    | 2018    | Alain Durand    | DVG       | Retraité |

## Population et société

### Démographie
L'évolution du nombre d'habitants est connue à travers les recensements de la population effectués dans la commune depuis 1793. Pour les communes de moins de 10 000 habitants, une enquête de recensement portant sur toute la population est réalisée tous les cinq ans, les populations de référence des années intermédiaires étant quant à elles estimées par interpolation ou extrapolation. Pour la commune, le premier recensement exhaustif entrant dans le cadre du nouveau dispositif a été réalisé en 2004.

En 2016, la commune comptait 417 habitants, en évolution de −1,88 % par rapport à 2010 (Gard : +2,97 %, France hors Mayotte : +2,11 %).
| 1793 | 1800 | 1806 | 1821 | 1831  | 1836  | 1841  | 1846  | 1851  |
| ---- | ---- | ---- | ---- | ----- | ----- | ----- | ----- | ----- |
| 100  | 876  | 885  | 990  | 1 124 | 1 073 | 1 045 | 1 005 | 1 016 |

| 1856 | 1861 | 1866 | 1872 | 1876 | 1881 | 1886 | 1891 | 1896 |
| ---- | ---- | ---- | ---- | ---- | ---- | ---- | ---- | ---- |
| 933  | 936  | 921  | 914  | 898  | 815  | 763  | 751  | 726  |

| 1901 | 1906 | 1911 | 1921 | 1926 | 1931 | 1936 | 1946 | 1954 |
| ---- | ---- | ---- | ---- | ---- | ---- | ---- | ---- | ---- |
| 698  | 672  | 623  | 507  | 432  | 388  | 339  | 262  | 227  |

| 1962 | 1968 | 1975 | 1982 | 1990 | 1999 | 2004 | 2006 | 2009 |
| ---- | ---- | ---- | ---- | ---- | ---- | ---- | ---- | ---- |
| 247  | 265  | 271  | 266  | 320  | 354  | 431  | 458  | 429  |

| 2014 | 2016 | - | - | - | - | - | - | - |
| ---- | ---- | - | - | - | - | - | - | - |
| 415  | 417  | - | - | - | - | - | - | - |

### Manifestations culturelles et festivités
- Le Salon de Bréau. Exposition annuelle présentant des peintures, dessins et sculptures.
- Yiddish & Cie en Cévennes, festival culturel annuel autour de la culture Yiddish, crée en 2000[6].

## Culture locale et patrimoine

### Édifices civils
- Le château de Bréau. Bâtiment ancien, restauré entre 1663[7] et 1667[8]. Il fut la propriété des familles du Pont de Serres puis Quatrefages avant d'être vendu en trois parties entre 1839 et 1843[9]. Le donjon du château accueille l’horloge. Au-dessous, la Maison Commune et le four banal.
- Le logis de Caladon. Il date probablement du XVe siècle, il possédait une tour pigeonnier. Cité comme bien de la famille d'Assas, il passa ensuite aux Bérenger de Caladon, seigneurs de Clapices, puis aux Quatrefages de Bréau pour revenir aux Bérenger de Caladon ou plus exactement à Athénaïs de Quatrefages, épouse d'Émile Bérenger de Caladon, qui le vendit avec le domaine en 1853.
- Le château de Serres. Il est mentionné du temps des Roquefeuil au XIIIe siècle, et fut apporté en dot par une descendante de cette famille, Marguerite de Serres de Bréau, à la famille du Pont de Boussugues. Cette branche éteinte, il passera à Philippe de Bergier puis à François de Saint-Julien qui le restaurera en 1700[10]. En 1781, le propriétaire de l'époque, Maurice d'Arnal, fit faire le pont de Serres entièrement en granit, avec une seule arche et également un « griffou », fontaine publique pour les gens du village. Elle porte l'inscription : tandem care sitem licet hic sidere viator et bonus hoc dominus murere os recreat[11]. Jean-Marie d'Arnal de Serres cède le domaine à Roger Cuche (ancien maire de Bréau-et-Salagosse). En 1974, le domaine est transmis à sa fille Suzanne-Madeleine.
- Deux monuments[12] commémorent le crash du Potez 662[13] le 12 novembre 1941 entre le col du Minier et le hameau de Fabret :
  - sur les lieux du crash[14], le monument En mémoire du général d’armée Huntziger Charles Clément, ministre secrétaire d’état à la guerre, commandant en chef des forces terrestres et de ses collaborateurs et compagnons de voyage tombés sur ce terrain le 12 novembre 1941 au retour d’une mission aérienne en Afrique du Nord ;
  - au col[15], en bordure de la route départementale 48, une stèle édifiée par le chantier de la jeunesse no 18 « Chevalier d’Assas » : Le groupement 18 à la mémoire du général Huntziger et de ses compagnons - 12 novembre 1941.

### Édifices religieux
- Église Saint-Nicolas. Elle fut construite en 1688 par les habitants de Bréau, sous le vocable de saint Nicolas, au moyen de taxes imposées sur toute la Bréaunèze et de fonds votés par les États généraux.
- Temple. Un premier temple fut édifié en 1610 et démoli en 1664. En 1845, fin de la  construction du nouveau temple sur un terrain appartenant à François Bresson, entrepreneur : Jean Cazal, du Vigan. Les pierres de l'escalier du temple furent taillées par Mahïtre, maçon à Bréau, descendant d'Étienne Mahïstre qui avait réalisé la chaire du premier temple. Le 13 décembre 1893, inauguration de la cloche du temple. Elle vient de la fonderie de la maison Aragon de Lyon, sur elle cette inscription : Don de Madame Maracci de Genève - 13 décembre 1893 - Louer le Seigneur car l'Éternel est bon.

### Personnalités liées à la commune
- La famille Bérenger de Caladon.
- La famille Quatrefages (dont est issu le Constituant Henri Quatrefages de La Roquette).
- La famille d'Arnal de Serres[16].
- Marc Benoît, pasteur de l'Église réformée.
- Roger Cuche, notaire et maire.
- Harry Séguéla (1921-2001), artiste-peintre.
- Général Huntziger, ministre-secrétaire d'État à la Guerre du gouvernement de Vichy, mort dans un accident d'avion le 12 novembre 1941 non loin du col du Minier.

### Héraldique
| Blason de Bréau-et-Salagosse | Blason  | Deux écus accolés : 1. De sinople au taureau furieux d'or 2. D'azur au château de trois tours d'argent, ouvert, ajouré et maçonné de sable. |
| Blason de Bréau-et-Salagosse | Détails | |